# Safar
Safar (en árabe: صفر ṣafar) es el segundo mes del calendario islámico, consta de 29 días. 

## Etimología
En idioma árabe la palabra ṣafar significa "vacío", correspondiente al período árabe preislámico cuando las casas de las personas estaban vacías, mientras recolectaban comida. Ṣafar también significa "silbido", incluso "silbido del viento", ya que probablemente era una época ventosa del año.
La mayoría de los meses islámicos se nombran según las condiciones meteorológicas de la época; sin embargo, dado que el calendario es lunar, los meses cambian aproximadamente 11 días cada año, lo que significa que las estaciones no se corresponden necesariamente con el nombre del mes.

## Coincidencia con el calendario gregoriano
El calendario islámico es un calendario lunar, y los meses comienzan cuando se avista la primera luna creciente. Dado que el año del calendario lunar islámico es de 11 o 12 días más corto que el año solar, Safar migra a lo largo de los años solares. Las fechas estimadas de inicio y finalización de Safar son las siguientes (basadas en el calendario Umm al-Qura de Arabia Saudita):
| AH   | Primer día (CE/AD)       | Último día (CE/AD)       |
| ---- | ------------------------ | ------------------------ |
| 1439 | 21 de octubre de 2017    | 18 de noviembre de 2017  |
| 1440 | 10 de octubre de 2018    | 08 de noviembre de 2018  |
| 1441 | 30 de septiembre de 2019 | 28 de octubre de 2019    |
| 1442 | 18 de septiembre de 2020 | 17 de octubre de 2020    |
| 1443 | 08 de septiembre de 2021 | 06 de octubre de 2021    |
| 1444 | 30 de agosto de 2022     | 27 de septiembre de 2022 |

## Fechas señaladas
- 1 Safar: los prisioneros de Karbala entran al Palacio de Yazid I en Damasco (61 AH, 680 d. C.).
- 7 Safar: nacimiento del séptimo imam chiita Musa al-Kádhim (128 AH, 745 d. C.).
- 9 Safar: victoria de Alí ibn Abi-Tálib en la Batalla de Nahrawan (38 AH, 658 d. C.).
- 13 Safar: martirio de Sakina bint Husayn, hija menor de Hussain ibn Ali y prisionera de Karbala (61 AH, 680 d. C.).
- 16 Safar: los almohades fueron derrotados en la Batalla de Las Navas de Tolosa (609 AH, 1212 d. C.).
- 17 Safar: martirio del imam chiita Ali al-Ridha (203 AH, 818 d. C.).
- 20 Safar: celebración chiita del Arbain (literalmente "cuarenta"), 40 días después de la Ashura.
- 28 Safar: Mahoma cae gravemente enfermo; Martirio del Imam Hasan ibn 'Alī, nieto de Mahoma (50 AH, 669 d. C.).